# Камон (Арьеж)
Камо́н (фр. Camon) — коммуна во Франции, в кантоне Мирпуа округа Сен-Жирон, департамент Арьеж, регион Юг — Пиренеи. Входит в список «Самых красивых деревень Франции».
Код INSEE коммуны — 09074.

## Население
Население коммуны на 2008 год составляло 164 человека.
| 1962 | 1968 | 1975 | 1982 | 1990 | 1999 | 2008 |
| ---- | ---- | ---- | ---- | ---- | ---- | ---- |
| 113  | 147  | 116  | 110  | 125  | 144  | 164  |

## Экономика
В 2007 году среди 105 человек в трудоспособном возрасте (15—64 лет) 77 были экономически активными, 28 — неактивными (показатель активности — 73,3 %, в 1999 году было 60,0 %). Из 77 активных работали 68 человек (39 мужчин и 29 женщин), безработных было 9 (4 мужчины и 5 женщин). Среди 28 неактивных 6 человек были учениками или студентами, 14 — пенсионерами, 8 были неактивными по другим причинам.

## Достопримечательности
- Аббатство Шато-де-Камон
- Сухие каменные постройки X века
- Каменные оборонительные валы XIV—XVI веков
- Крепостные стены

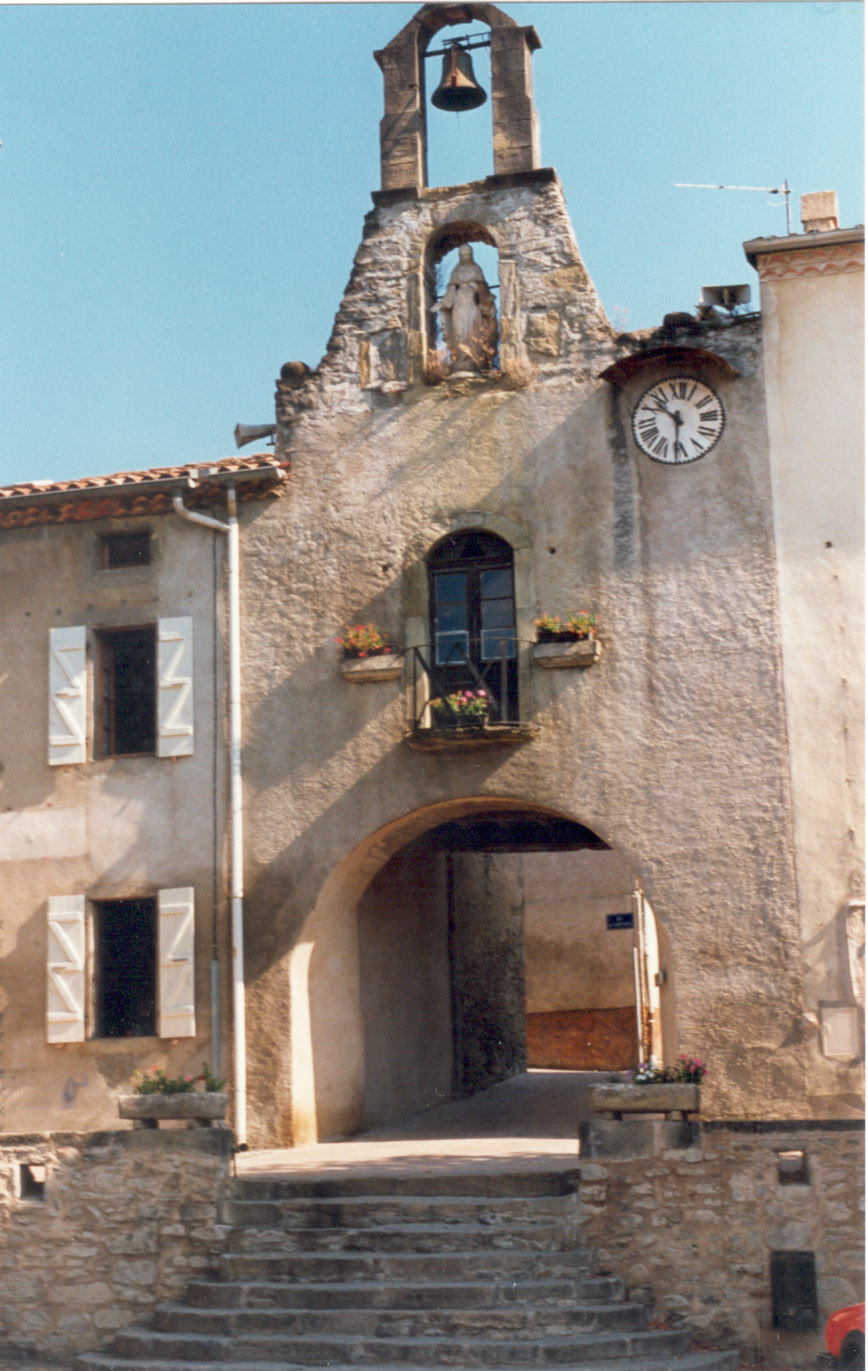
Городские ворота
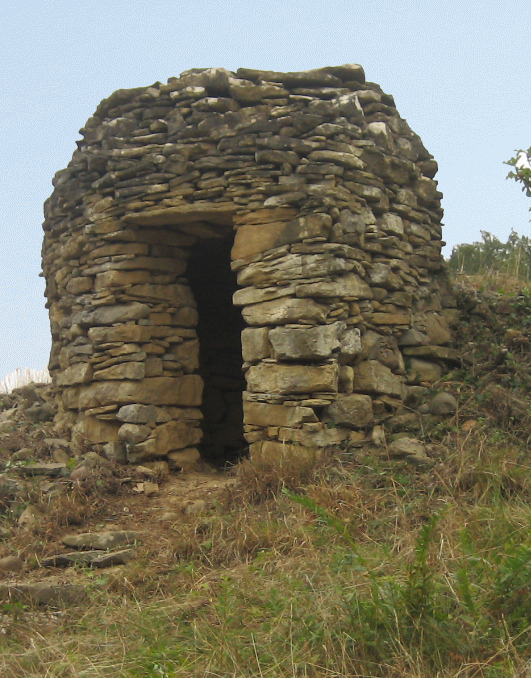
Каменная хижина
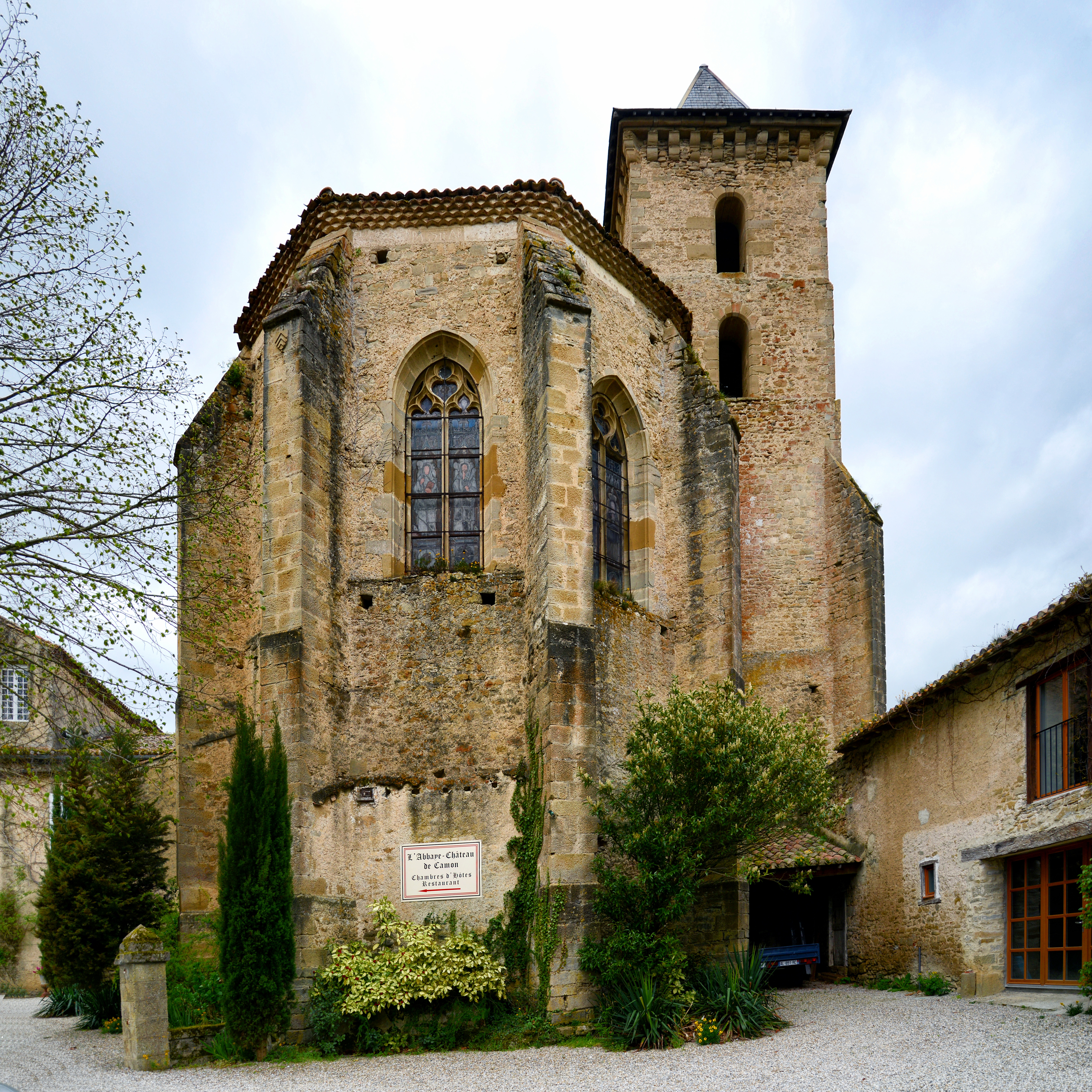
Аббатство
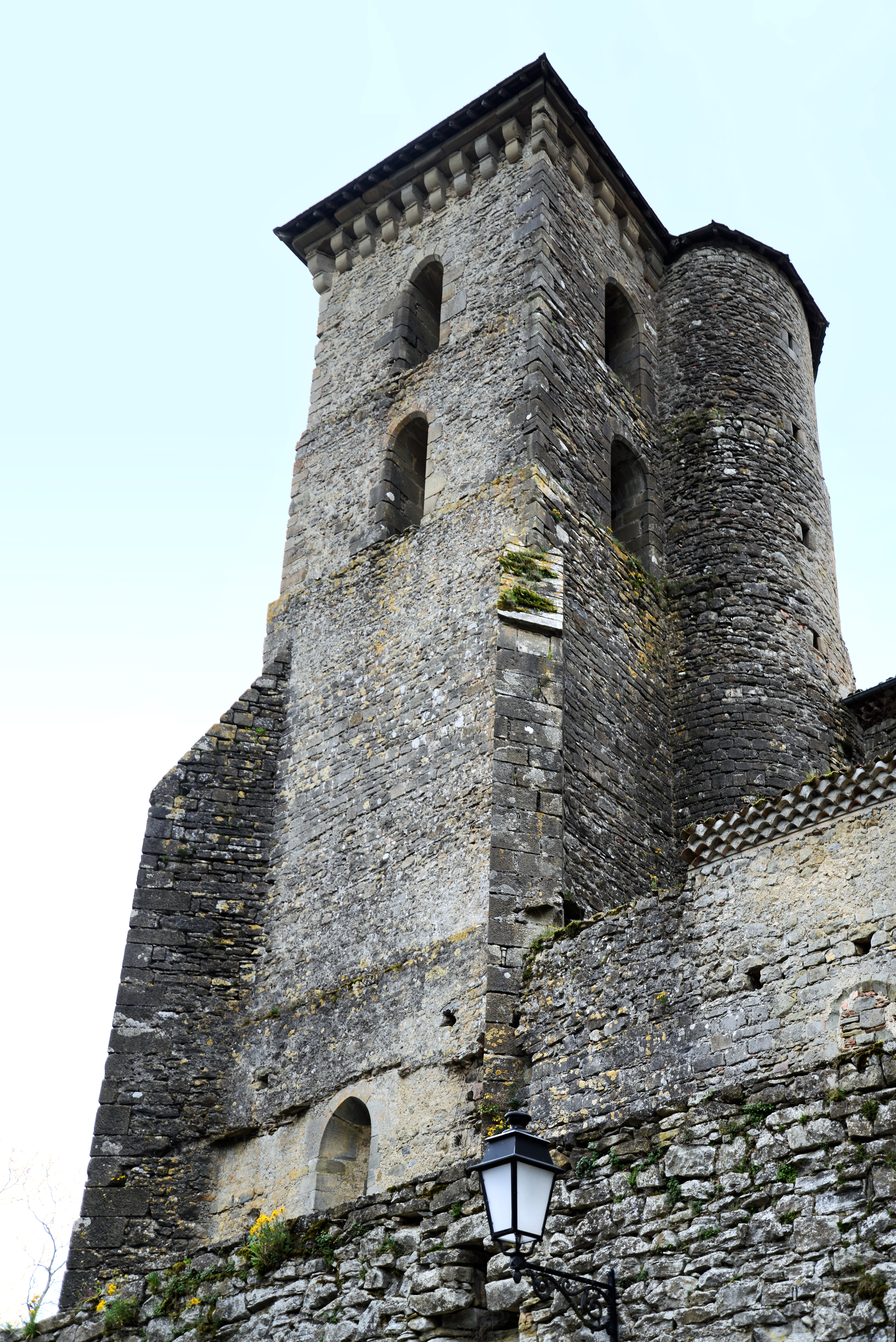
Крепостная башня
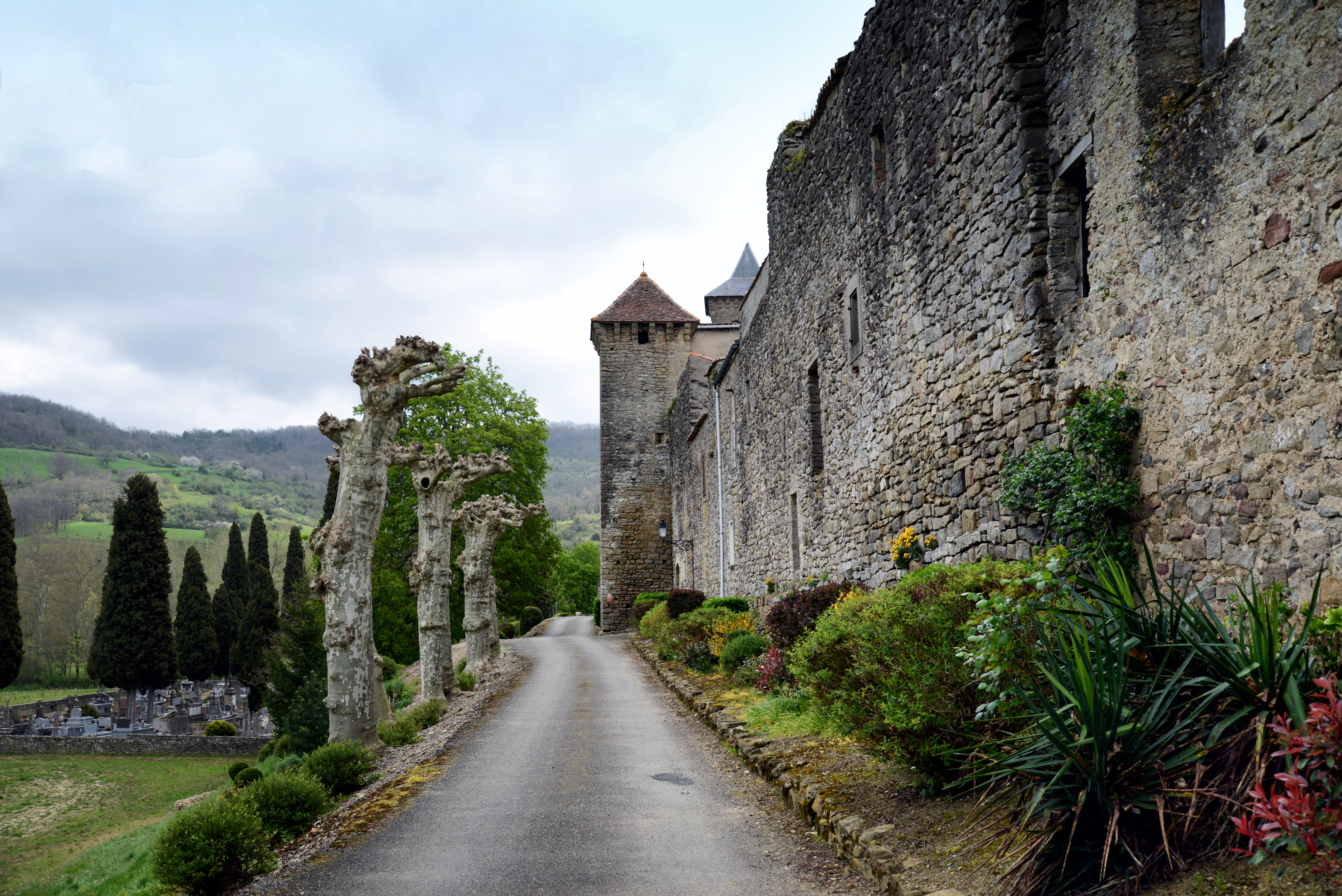
Крепостная стена
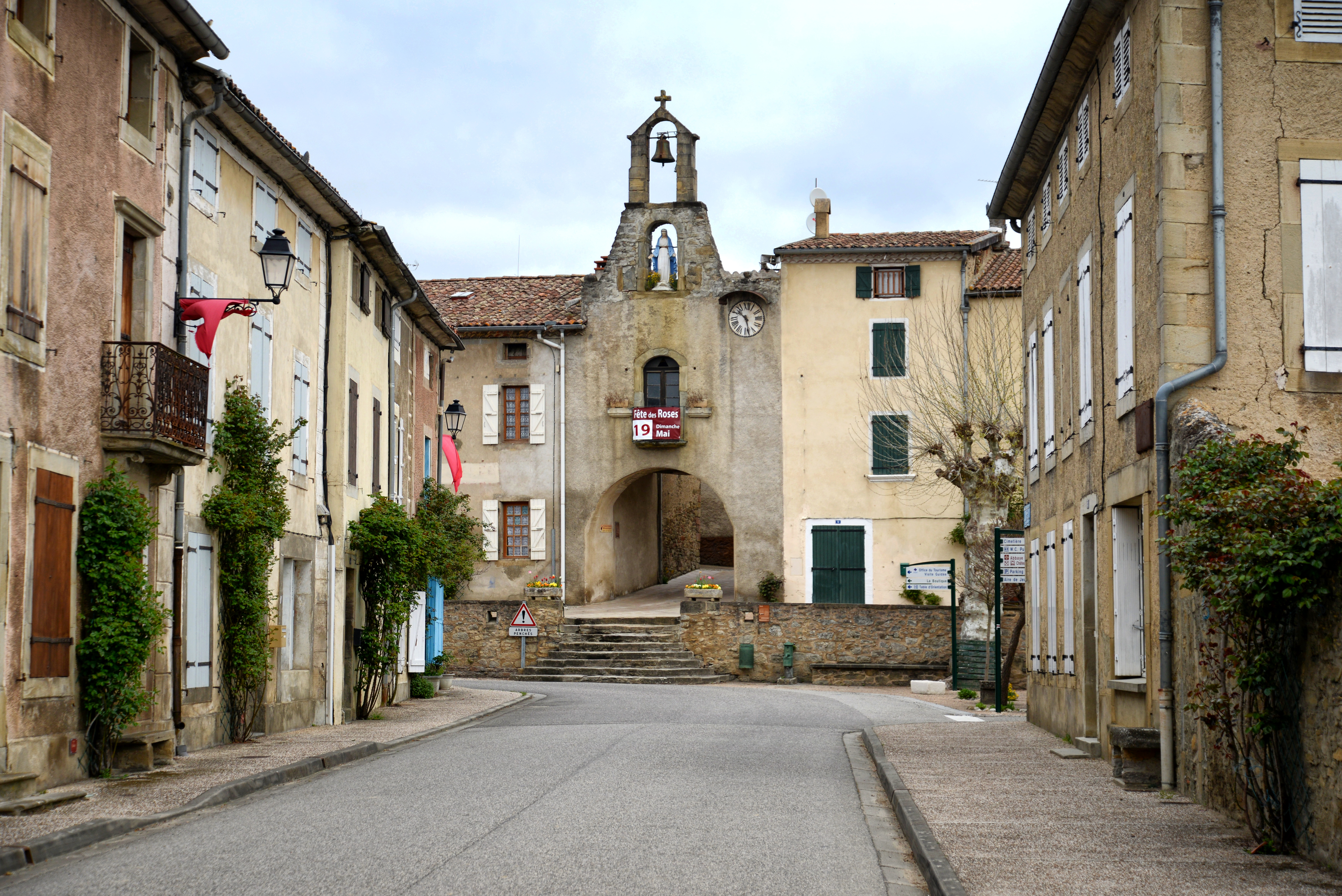
Въезд в город